# Gediminovy sloupy

Gediminovy sloupy, též Sloupy Gediminovců (lit. Gediminaičių stulpai, bělorus. Герб Калюмны) jsou historickým znakem Litvy a jedním ze symbolů její státnosti, užívaných až do současnosti.
Sloupy jsou obvykle znázorňovány ve zlaté nebo stříbrné barvě na červeném pozadí.

## Užití znaku
Znak byl původně užíván v Litevském velkoknížectví jako osobní znak velkoknížat; takto je poprvé doložen na pečeti Vytautase Velikého z roku 1397. V 16. století se stal znakem všech Gediminovců. Název Gediminovy sloupy znak získal až v 19. století.

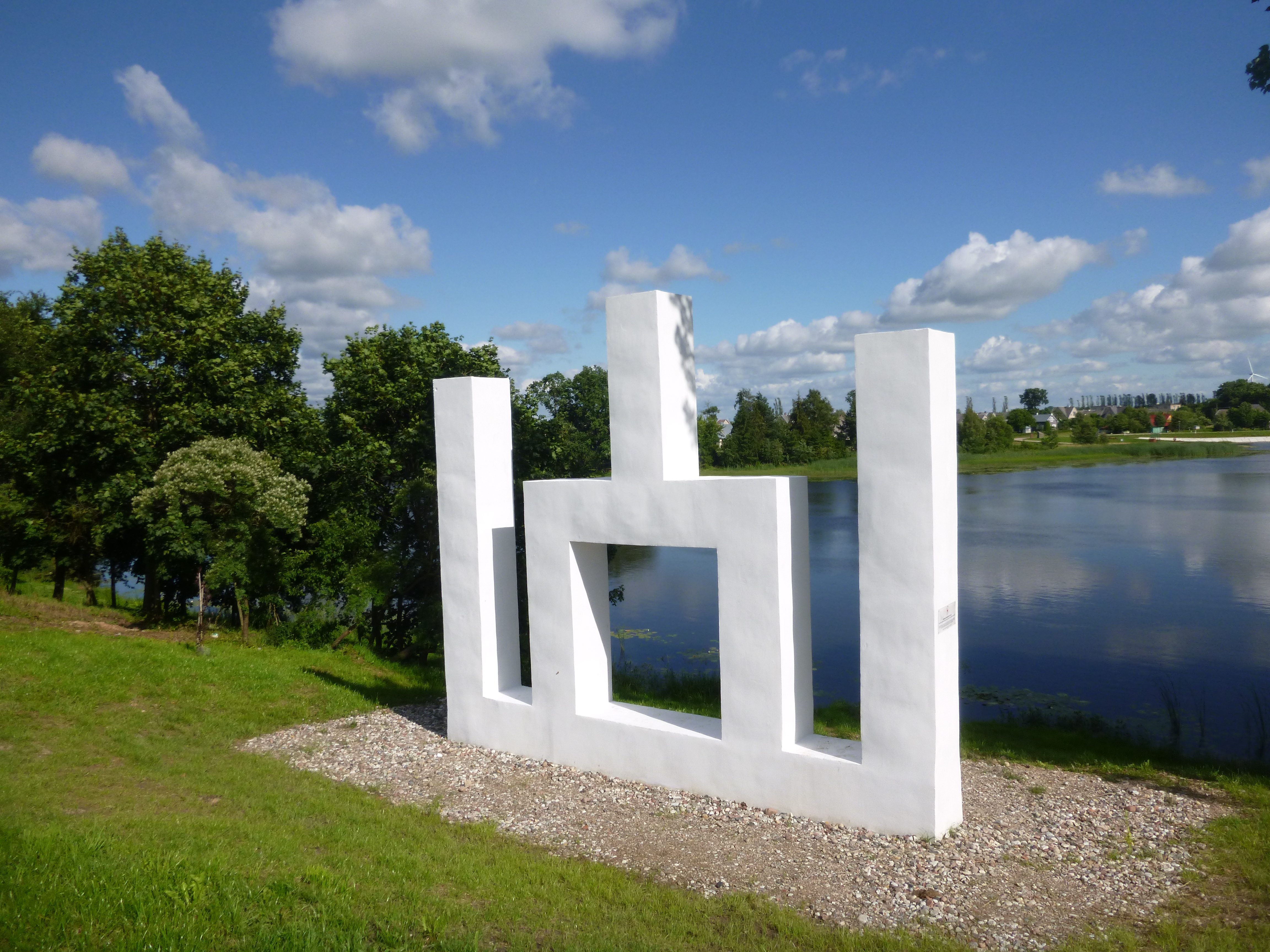
Gediminovy sloupy v litevské obci Girdžiai

Jak v Litevské meziválečné republice, tak i v současné Litvě je součástí mnoha symbolů státních a veřejných institucí. V dobách okupace Litvy Sovětským svazem bylo užívání Gediminových sloupů zakázáno. Gediminovy sloupy jsou užívány jako národní či regionální symbol i v Bělorusku a na Ukrajině.

## Gediminas
Gediminas (ve starší české literatuře též Gedimin), jehož jméno sloupy nesou, byl litevský velkokníže ve 14. století, který za svého panování ovládl např. Minsk a Kyjev. Sám symbol byl prokazatelně užíván již ve 14. století, výraz Gediminovy sloupy však použil až polský romantický historik Teodor Narbutt v 19. století.